# Innokenti Balanovski
Innokenti Andreïevitch Balanovski (en russe : Инноке́нтий Андре́евич Балано́вский, né le 26 novembre 1885 à Tcherkassy et mort en 1938) est un astronome et astrophysicien soviétique.
En 1910, diplômé de l'Université de Leningrad, Innokenti Balanovski dirige le département de l'astrophysique de l'observatoire de Poulkovo. Il découvre plusieurs étoiles variables. En 1922, sur les photos datant de 1919, il identifie une supernova de la taille de 11,5m dans la galaxie elliptique supergéante M87.
Le 7 novembre 1936, il est arrêté dans une vague d'arrestations connue sous le nom d'affaire Poulkovo. Le 25 mai 1937, il est condamné à dix ans de prison. La date et le lieu de sa mort ne sont pas connus. Il est officiellement réhabilité en 1957.